# (150) Nuwa
(150) Nuwa es un asteroide perteneciente al cinturón de asteroides descubierto por James Craig Watson desde el observatorio Detroit de Ann Arbor, Estados Unidos, el 18 de octubre de 1875.
Está nombrado por Nüwa (en chino tradicional, 女媧; en chino simplificado, 女娲 Pinyin «nǚwā»), una diosa de la mitología china.

## Características orbitales
Nuwa está situado a una distancia media de 2,982 ua del Sol, pudiendo acercarse hasta 2,605 ua. Su inclinación orbital es 2,193° y la excentricidad 0,1263. Emplea en completar una órbita alrededor del Sol 1881 días.